# Санта-Рита-Коросаль
Санта-Рита-Коросаль (ісп. Santa Rita Corozal) — руїни міста цивілізації мая у Белізі, в північному окрузі Коросаль.

## Історія
Історичні дані свідчать про те, що це, ймовірно, древнє і важливе місто мая, відоме як Четумаль, очевидно воно й дало назву всій великій затоці Четумаль. Засновано близько 1500 року до н. е., на великому пагорбі, звідки відкривався погляд на затоку Коросаль. Досить швидко стало розбудовуватися, вже з 1200 року до н. е. почалося соціальне розшарування. До 900 року до н. е. кількість населення було невеликим: десь до 150—200 осіб; посилився вплив на навколишні невеличкі поселення та сільські місцини.
З кінця докласичного періоду місцеві володарі почали контролювати торговельні шляхи між узбережжям та річками Ріо-Ондо і Ріо-Нуево. Тоді навколо міста утворилося самостійне царство, але його емблемний ієрогліф поки не виявлено. Тоді населення сягнуло 1 тисячі осіб. На початку класичного періоду стати важливим регіональним центром, а населення самого міста зросло до 1500 осіб.
У VII—VIII століттях місто й держава досягло найбільшого піднесення. Того часу чисельність сягнуло 2500 осіб.
Наприкінці класичного періоду місто й держава пережило занепад, населення значно зменшилося. Втім само місто збереглося. Вже на початку післякласичного періоду почалося відродження. Тоді стало називатися Чактемаль У XI—XIII ст. знаходилося у сфері впливу Маяпанської ліги на чолі із Чичен-Іцою. Після занепаду останньої у середині XIII ст. на деякий час відновило самостійність. Втім вже наприкінці століття визнало зверхність міста Маяпан. Такий стан залишався до 1441 року, коли залежні міста, зокрема Чектумаль, виступили проти гегемонії Маяпану.
З 1300 року, незважаючи на залежне становище, Четумаль почав своє відродження. У середині XV ст. населення міста сягнуло близько 7 тис. осіб. Тоді були відновлені торговельні зв'язки з гірськими містами мая та усіма містами Юкатану, а також з міштеками, сапотеками й областю Анауак (центральна Мексика).
Після 1441 року почалося повністю самостійне існування. Того часу стало важливим центром морської торгівлі навколо Юкатану до узбережжя Табаско і Веракрус. З появою іспанців у 1510-х роках ахав Начан Каан надав допомогу Гонсало Герреро, який у 1528 році допоміг відбити напад іспанських конкістадорів на чолі із Франсіско Монтего. У 1530-х роках разом з іншими державами Юкатану держава пережила велику посуху і голод. У 1542 році ахав Четумаля спрямував війська для антиіспанської коаліції, яка зазнала поразки у битві при Меріді.
У 1544 році конкістадори захопили Четумаль (Чактемаль) і вчинили там жорстоку різанину, так що цей густонаселений край перетворилися на майже нежилу пустелю. У 1546 році населення міста підтримали повстання проти загарбників, але воно зазнало поразки. Після цього місто припинило своє існування.

## Опис
Розташовано в західній околиці міста Коросаль та поруч з колишнім поселенням Санта-Рита. Звідси походить назва усієї археологічної пам'ятки. Під час заснування міста Коросаль значна частина старовинного міста мая була зруйнована, тому натепер немає можливості встановити точні його межі.
Складається з низки штучних пагорбів, під якими виявлено різні будови. Споруди докласичного періоду: Споруди 189, 182, 134, 92, класичного — 7, 69, 135, післякласичного — Споруди 2, 5, 6, 17, 36, 58, 73, 74, 76, 80, 81, 212, платформи 1-2.
Значну частину складають виявлені поховання, переважно представників знаті. Так, 3 поховання знайдено у Будові 7, що найвищою в Санта-Рита-Коросаль. Одне з них 450 року н. е. вважається похованням священного володаря (ахава) Четумаля.
Також в похованням виявлено численні керамічні вироби та ювелірні прикраси, які відносяться до усіх періодів цивілізації мая.

### Живопис
В одному з штучних пагорбів знайдено будівлю, на зовнішніх стінах якого збереглися розписи. Вони були скопійовані, але незабаром загинули. Розписи релігійно-міфологічного змісту були виконані в наприкінці післякласичного періоду в стилі, дуже схожому зі стилем міштекських кодексів, стилем Кодексу Борджіа, а також зі стилем міштекського розписів столиці Мітла.
Тут представлено міфологічний світ, який описано в багатьох доіспанських кодексах. Під символічним небесним «поясом», схожим на «пояс» з міштекських кодексів, по смузі землі, також умовної, прикрашеної стрілами, жертовними ножами і язиками полум'я, простує рядок персонажів у складному оздобленні, що включає звірині шоломи, маски, кілька видів одягу один поверх іншого. Ці люди здійснюють дії, які насилу могли б бути інтерпретовані в реальному, історичному контексті. Ймовірно, це божества, які беруть участь у процесії; одні з'єднані мотузками, інші сидять і розмовляють, їх тіла та обличчя розфарбовані.
Найбільш зрозуміла сцена зображує двох чоловік, розділених барабаном, прикрашеним людським черепом, який, мабуть, співає, судячи з подвійного струменя завитків-слів, що виходить з його рота; поверх барабана розташовано сонячний диск з трикутними променями, очима-зірками і головою плазуна, дуже схожий на той, що відомий з мексиканських або міштекських кодексів. Особа персонажа, який грає на барабані, закрите маскою, що зображує череп, на ньому плаский головний убір, що завершується плюмажем і змією; його тіла не видно, як і у більшості фігур, через неймовірно пишний одяг, атрибутів влади і прикрас. Інший персонаж, також у пишних шатах і складному головному уборі, тримає перед барабанщиком дві відрубані людські голови. Ці зображення супроводжено календарними ієрогліфами мая, в яких переважає знак Ахав разом з числівниками з точок і смуг.

## Історія досліджень
Виявлено у 1848 році. У 1900—1901 роках перші розкопки провів Томас Ганн, який виявив тамтешні фрески.
У 1979 році започатковано науково-дослідницький проект, присвячений Санта-Рита-Коросаль, на чолі із Дайаною і Арленом Чейз. У 1985 році в рамках проекту здійснювалися дослідження споруд післякласичного періоду на півдні центральної частини.
Здійснювали розкопки у 2002—2003 роках.